# Konrad Ferdinand Geist von Wildegg
Konrad Ferdinand Geist von Wildegg (* 22. Februar 1662 in Ravensburg; † 15. Januar 1722 in Konstanz) war von 1693 bis 1722 Weihbischof im Bistum Konstanz.

## Leben
Geist wurde als Sohn von Ferdinand Geist und Barbara Pappus von Tratzberg am 22. Februar 1662 in Ravensburg getauft. Im Jahre 1679 nahm er ein Studium an der Universität Dillingen auf. In den Jahren 1682 bis 1686 setzte er sein Studium am Germanicum in Rom fort. Dort feierte er am 3. Juni 1685 seine Priesterweihe. Im selben Jahre 1686 promovierte er an der Universität zum Doktor der Theologie. 1687 kehrte er nach Konstanz zurück und wurde dort Kanoniker am Chorstift St. Johann.
Am 18. Mai 1693 wurde er zum Titularbischof von Tricale und Weihbischof in Konstanz ernannt. Am 31. Juli 1693 empfing er in Meersburg die Bischofsweihe. Von 1694 bis 1711 war er Generalvikar und seit 1704 Präsident des geistlichen Rates und Inhaber des Archidiakonats Suevia.
Er verstarb am 15. Januar 1722 in Konstanz und wurde im dortigen Münster beigesetzt.

## Weihen
- Wallfahrtskirche St. Maria Hohenrechberg am 4. Juni 1696
- St. Antonius des Kapuzinerkloster Langenargen 1699
- St. Martin in Tannheim am 25. September 1705
- St. Nikolaus in Auw AG am 26. September 1710
- Die drei Altäre der Pfarrkirche St. Johannes in Todtnau erhielten am 20. Oktober 1715 ihre Weihe durch den Konstanzer Weihbischof Konrad Ferdinand Geist von Wildegg.
- Mariä Himmelfahrt in Winterspüren am 10. Mai 1718